# 派特奈哈佐
派特奈哈佐，是匈牙利索博尔奇-索特马尔-贝拉格州所辖的一个村。总面积24.20平方公里，总人口1822，人口密度75.3人/平方公里（2011年1月1日）。